# Игнашкино (Дуванский район)
Игнашкино (баш. Игнашкин) — деревня в Дуванском районе Республики Башкортостан Российской Федерации. Входит в состав Михайловского сельсовета.

## География

### Географическое положение
Расстояние до:
- районного центра (Месягутово): 29 км,
- центра сельсовета (Михайловка): 4 км,
- ближайшей ж/д станции (Сулея): 104 км.

## Население
| 2002 | 2010 |
| ---- | ---- |
| 2    | ↗4   |